# 楊毓珣
杨毓珣（1895年—1947年）字琪山，安徽省泗州人，袁世凯三女袁叔祯之夫，中華民国军事将领，汪精卫政权要人。

## 生平
杨毓珣为袁世凯幕僚杨士琦之子，曾于德国读中学，后回国考入保定军官学校继入陸軍大学第5期。
此后其历任江西省警備隊统領、北京大总統府侍从武官。1926年（民国15年）7月，他任北京政府参謀本部次長。翌年6月，任軍事部陸軍署次長。1928年（民国17年）4月，升任軍事部軍政署署長。此後，他获国民政府授予中将銜。
杨毓珣曾留法，1928年入法国国立巴黎大学文科学系，1932年毕业，1934年考得巴黎大学文学博士位。其于1937年在巴黎出版的法语版书籍《汉代以来的中国书法》(La Calligraphie Chinoise depuis les Han)，在法国较早对中国书法做了概括性的介绍。
1940年（民国29年）3月，汪精卫组织南京国民政府，杨毓珣被任命为中央政治会議議員。1945年（民国34年）2月，他被任命为山東省省長。4月，他兼任駐济南綏靖主任公署主任。日本二戰投降後，他以漢奸罪被国民政府逮捕。
1947年（民国36年），他在獄中逝世。享年53岁。